# Port lotniczy Göteborg-City
Port lotniczy Göteborg-City (IATA: GSE, ICAO: ESGP), znany także pod nazwą Säve Flygplats – port lotniczy położony 17 km na północny zachód od centrum Göteborga, w regionie Västra Götaland, w prowincji Bohuslän na wyspie Hisingen w Szwecji. Powstał w 1940 roku jako lotnisko wojskowe, zamknięte w 1969 roku. Ponownie otwarty w roku 1976, już jako lotnisko cywilne.
Port lotniczy Göteborg-City obsługuje przede wszystkim tanie linie lotnicze, chociaż znajduje się bliżej centrum Göteborga niż główny port lotniczy, Göteborg-Landvetter.

## Kierunki lotów i linie lotnicze
W styczniu 2015 r. zamknięto lotnisko dla ruchu komercyjnego, dopuszczono ruch małych samolotów.
Kierunki lotów przed zamknięciem lotniska.
| Linia lotnicza | Kierunek |
| -------------- | --- |
| Gotlandsflyg   | 1. Visby |
| Ryanair        | 1. Alghero (sezonowo) 2. Alicante 3. Barcelona-Girona (sezonowo) 4. Budapeszt (sezonowo) 5. Edynburg (sezonowo) 6. Frankfurt-Hahn (sezonowo) 7. Kraków (sezonowo) 8. Londyn–Stansted 9. Madryt (sezonowo) 10. Malaga 11. Malta (sezonowo) 12. Marsylia (sezonowo) 13. Mediolan-Bergamo 14. Palma de Mallorca (sezonowo) 15. Paryż-Beauvais 16. Piza (sezonowo) 17. Rzym-Ciampino 18. Trapani (sezonowo) 19. Zadar (sezonowo) |
| Wizz Air       | 1. Belgrad 2. Budapeszt 3. Gdańsk 4. Skopje 5. Tuzla 6. Warszawa-Okęcie |